# Joshua Slocum
Pour les articles homonymes, voir Slocum.
Joshua Slocum est né le 20 février 1844 sur la baie de Fundy (province de Nouvelle-Écosse), juste au nord de l’actuelle frontière entre les États-Unis et le Canada, et disparu en mer le 14 novembre 1909. Il se fait naturaliser américain à 25 ans et change l'orthographe de son nom de Slocombe en Slocum (phonétiquement presque identique en anglais). Il est le premier navigateur à avoir réalisé le tour du monde en solitaire à la voile. Le récit de sa circumnavigation sur le Spray, un sloop en bois de 37 pieds, a inspiré de nombreux navigateurs contemporains.

## Biographie

### Une vie de marin
Joshua Slocum est né le 20 février 1844 à Mount Hanley (comté d'Annapolis, Nouvelle-Écosse, sur la côte atlantique de l’actuel Canada), dans une famille traditionnellement tournée vers les métiers de la mer. C'est le cinquième des onze enfants de John et Sarah Jane Slocombe. Dès l'âge de 12 ans il embarque comme mousse sur les bateaux de pêche de la baie de Fundy. À 16 ans, devenu orphelin, il gagne le Royaume-Uni où il embarque comme simple marin sur le vaisseau britannique Tanjore. Il gravit les échelons à bord de voiliers desservant les routes maritimes entre le Royaume-Uni et l'Extrême-Orient. On le retrouve second sur des vaisseaux britanniques transportant des cargaisons de charbon et de céréales entre les îles britanniques et San Francisco. En 1865, il s'installe à San Francisco et demande la nationalité américaine. En 1869, à l'âge de 25 ans, il prend le commandement d'une goélette assurant la route entre San Francisco et Seattle.
Slocum va passer la majorité des 25 années suivantes sur la mer, essentiellement dans le Pacifique. En 1870, il se rend avec le trois-mâts barque Washington à Sydney en Australie. Là, il fait connaissance de Virginia Albertina Walker, une Américaine, qu'il épouse le 31 janvier 1871. Il aura 7 enfants de ce mariage. Plus tard, le Washington, drossé sur la côte de l'Alaska, fait naufrage. Joshua Slocum construit une baleinière et ramène son équipage sain et sauf à Kodiak. Cette péripétie, loin de lui nuire, renforce sa réputation de marin accompli et il obtient par la suite le commandement de plusieurs navires.
En 1875 il devient propriétaire d'un petit bateau puis du Northern Light, qui était, selon Slocum, le « meilleur voilier américain qui soit ». Mais en 1884 il doit vendre son navire qui a besoin de réparations qu'il ne peut payer : le temps des grands voiliers, désormais concurrencé par les navires à vapeur, touche à sa fin.
En 1884 il achète le petit trois-mâts barque l' Aquidneck de 326 tonneaux et se rend à Buenos Aires ; sa femme décède dans cette ville le 25 juillet 1884. En 1885, il se remarie avec Henrietta M. Elliott. Fin 1887, l'Aquidneck, qui n'est pas assuré, s'échoue sur un banc de sable devant le village de Guarakasava au Brésil. Le navire est perdu mais l'équipage et la famille de Slocum qui était à bord en réchappent. Slocum décide alors de construire sur place un bateau de 35 pieds (10,77 mètres) portant un gréement de sampan sur lequel lui et sa famille embarquent et regagnent New York. Slocum relata cette aventure dans un livre Voyage of the Liberdade qui rencontra peu de succès.
Slocum se retrouve en 1890 à Boston, sans emploi comme de nombreux capitaines de voiliers. Il travaille quelque temps dans un chantier naval tandis que sa femme prend un emploi de couturière. Durant l'hiver 1892 son ami, le capitaine de baleinier Eben Pierce, lui fait cadeau d'un ancien bateau de pêche aux huîtres, gréé en sloop, qui avait besoin de « quelques réparations ». Le Spray, long de 11,2 mètres et large de 4,3 mètres, est en réalité une épave gisant depuis sept ans en plein champ. Slocum, qui envisageait une reconversion dans la construction navale, décide de le reconstruire complètement, ce qu'il accomplit au prix d’un travail de treize mois et, nous précise-t-il, d'une dépense de 553,62 dollars. Ce bateau sera son seul bien et son seul domicile.
Sur son nouveau bateau, il entame une saison de pêche peu fructueuse. Il décide alors d'exploiter les talents acquis au cours de sa longue vie de marin et devenus brutalement obsolètes. Il fera ce que personne n'avait jamais réalisé : un tour du monde en solitaire qui durera trois ans et deux mois, d’avril 1895 à juin 1898.

### La circumnavigation duSpray

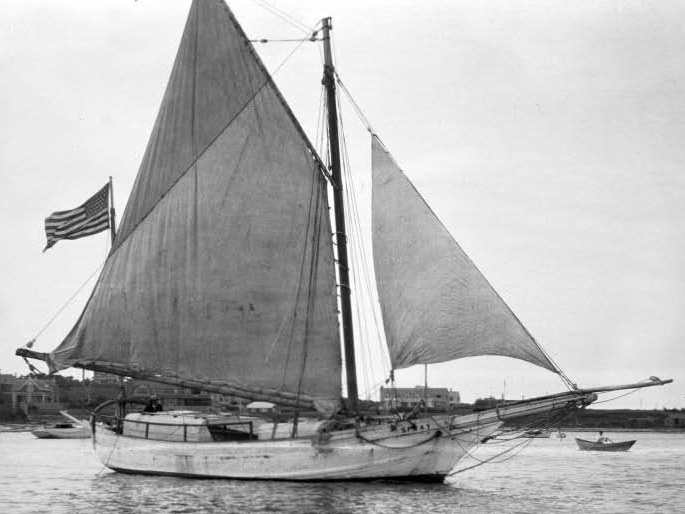
Le Spray.

#### Par l'est ou par l'ouest
Le 24 avril 1895, Slocum quitte le port de Boston à bord du Spray pour entamer son tour du monde. Il parachève d'abord l'équipement de son bateau en cabotant le long de la côte est des États-Unis puis s'élance dans l'océan Atlantique depuis Yarmouth. Il envisage un tour du monde vers l'est via le canal de Suez. Il atteint Horta sur l’île de Faial (archipel des Açores) puis Gibraltar le 4 août. Dans cette importante place forte britannique il reçoit un accueil chaleureux des autorités navales. Mais là on le convainc que la piraterie qui sévit en mer Méditerranée constitue un risque trop important pour un navigateur solitaire. Il sera d'ailleurs pourchassé au départ de Gibraltar par une felouque qu'il n'arrivera à distancer que grâce à un coup de vent providentiel.
Il décide de changer ses plans et de faire le tour par l'ouest en passant dans l'hémisphère sud. De Gibraltar il prend la direction du sud-ouest vers l'île de Fuerteventura dans les îles Canaries puis les îles du Cap-Vert, franchit l'équateur et aborde le Brésil au Pernambouc.

#### Le franchissement du détroit de Magellan
Après des escales à Rio de Janeiro, Montevideo, Buenos Aires et Punta Arenas, il s'élance dans le détroit de Magellan, redouté pour ses coups de vent. Ayant réussi à le franchir et à atteindre le cap Pilar le 3 mars 1896, il est rejeté dans le détroit par une tempête : ce n'est que quarante jours plus tard qu'il peut enfin s'échapper vers l'océan Pacifique.
Un des épisodes les plus connus de son voyage se déroule durant son séjour forcé dans le détroit. Des indigènes fuégiens, qui veulent s'emparer de ce bateau au mouillage piloté par un homme seul, montent de nuit sur le pont du Spray. Mais Slocum, conseillé par des marins locaux, a répandu des clous de tapissier sur le pont et il est réveillé par les cris de douleur de ses assaillants se jetant à l'eau.

#### Dans le Pacifique
Slocum était un lecteur passionné et, au cours de sa traversée du Pacifique, il fait escale dans l'île de Juan-Fernandez (où vécut Alexandre Selkirk, qui inspira le personnage de Robinson Crusoé) et dans les Samoa, où il rencontre la veuve de l'écrivain Robert Louis Stevenson (celle-ci lui confiera des guides nautiques ayant appartenu à son mari).
Il atteint Newcastle, sur la côte est de l'Australie, en octobre 1896. Il séjourne six mois dans ce pays, visitant Sydney, Melbourne et la Tasmanie.
Le 16 avril 1897 il reprend sa croisière, remonte vers le nord en longeant la grande barrière de corail, puis traverse l'océan Indien. Après une navigation particulièrement rapide il fait de longues escales aux îles Cocos (juillet 1897) et à l'île Maurice (septembre 1897), en passant par l'île Rodrigues, car il souhaite éviter d'arriver durant l'hiver en Afrique du Sud.
Il arrive en Afrique du Sud le 17 novembre et y séjourne plusieurs mois. Comme partout, il est accueilli avec bienveillance et reçu par les notables. Présenté à Paul Kruger, président de la république du Transvaal, comme un marin faisant un voyage autour du monde, ce dernier rétorque : « C'est impossible ! Vous voulez dire sur le monde », car il croyait que la terre était plate[réf. nécessaire].

#### La remontée de l'Atlantique
Slocum reprend la mer le 26 mars 1898, fait escale dans l'île Sainte-Hélène (11 avril), l'île Ascension (27 avril) et enfin l'île de la Grenade le 22 mai. Durant sa traversée il découvre, par des signaux que lui adresse un navire de guerre américain, que la guerre vient d'éclater entre l'Espagne et les États-Unis et il redoute un moment une mauvaise rencontre avec un navire ennemi. 
Après de courtes escales à la Dominique et à Antigua, il appareille pour la dernière traversée. Arrivé au large de New York il essuie une des pires tempêtes de son périple, qui l'oblige à mouiller une ancre flottante. Le 27 juin 1898, après avoir franchi un barrage de mines en empruntant un passage au milieu des hauts fonds, Slocum mouille dans le port de Newport après un périple de 46 000 milles.

#### Épilogue
Slocum conclut son récit par ces mots : 

« ... Si le Spray n'a rien découvert au cours de son voyage, c'est parce qu'il n'y a sans doute plus rien à découvrir maintenant ; d'ailleurs il ne cherchait aucun nouveau continent. Trouver sa route vers des pays déjà connus est un bon travail, et le Spray fit malgré tout une découverte : c'est que la mer la plus démontée n'est pas si terrible pour un petit bateau bien conduit... En examinant ce qui m'a conduit au succès, je vois un assortiment (pas trop complet...) d'outils de charpentier, une horloge en fer blanc, et des semences de tapissier. Mais ce qui compte le plus est l'expérience acquise pendant mes années de navigation, où j'appris avec ardeur les lois de Neptune, afin de m'y conformer exactement en traversant seul les océans... »

### Les dernières années
En 1899 Slocum publie le récit de son voyage qui devient rapidement un succès de librairie. En 1902, il achète une ferme dans l'île Martha's Vineyard, dans laquelle il semble vouloir s'installer définitivement.
En novembre 1909, âgé de soixante-cinq ans, il appareille sur le Spray de Bristol (Rhode Island) pour une longue croisière qui devait l'amener jusqu'à l'Orénoque et l'Amazone. On ne le reverra plus. Il disparaît entre le triangle des Bermudes et le delta de l'Orénoque.

### Seul autour du monde
Seul autour du monde sur un voilier de onze mètres relate la longue route qu'il fit de 1895 à 1898. Loin de la course à sensation qu'est devenue la navigation de plaisance, le capitaine Slocum nous emmène à bord du Spray découvrir à la vitesse de quelques nœuds un monde qui est à l'époque en train de passer de la voile à la marine moderne.
Dans les années 1960, le marin français Bernard Moitessier baptisa son ketch de 39 pieds Joshua en hommage au navigateur. C'est sur ce bateau que Moitessier participa à la première course en solitaire autour du monde, le Golden Globe, qu'il abandonna en cours de route pour continuer jusqu'à Tahiti, effectuant un tour du monde et demi en solitaire et sans escale.

## Publications
- (en) The Voyage of the Liberdade, Boston, Press of Robinson & Stephenson, 1890 (lire en ligne).
- (en) Voyage of the Destroyer from New York to Brazil, Boston, Press of Robinson Printing Company, 1894 (lire en ligne).
- (en) Sailing Alone Around the World, New York, The Century Company, 1900 (lire en ligne).
- Seul autour du monde à la voile, La Rochelle, La Découvrance, 2010, 210 p. (ISBN 9782842656294).

## Honneur
- L'astéroïde (246913) Slocum porte son nom.
- Le film d'animation Slocum et moi, de Jean-François Laguionie, sorti en 2024, rend hommage au navigateur et à son voilier.